# Jalil Kamal
Jalil Kamal es un deportista jordano que compitió en taekwondo. Ganó una medalla de bronce en el Campeonato Asiático de Taekwondo de 1984, en la categoría de –64 kg.

## Palmarés internacional
| Campeonato Asiático | Campeonato Asiático | Campeonato Asiático | Campeonato Asiático |
| Año                 | Lugar               | Medalla             | Categoría           |
| ------------------- | ------------------- | ------------------- | ------------------- |
| 1984                | Manila (Filipinas)  | Medalla de bronce   | –64 kg              |